# Psalistopoides fulvimanus
Psalistopoides fulvimanus là một loài nhện trong họ Nemesiidae.
Psalistopoides fulvimanus được miêu tả năm 1934 bởi Mello-Leitão.